# Meister der Mindelheimer Sippe

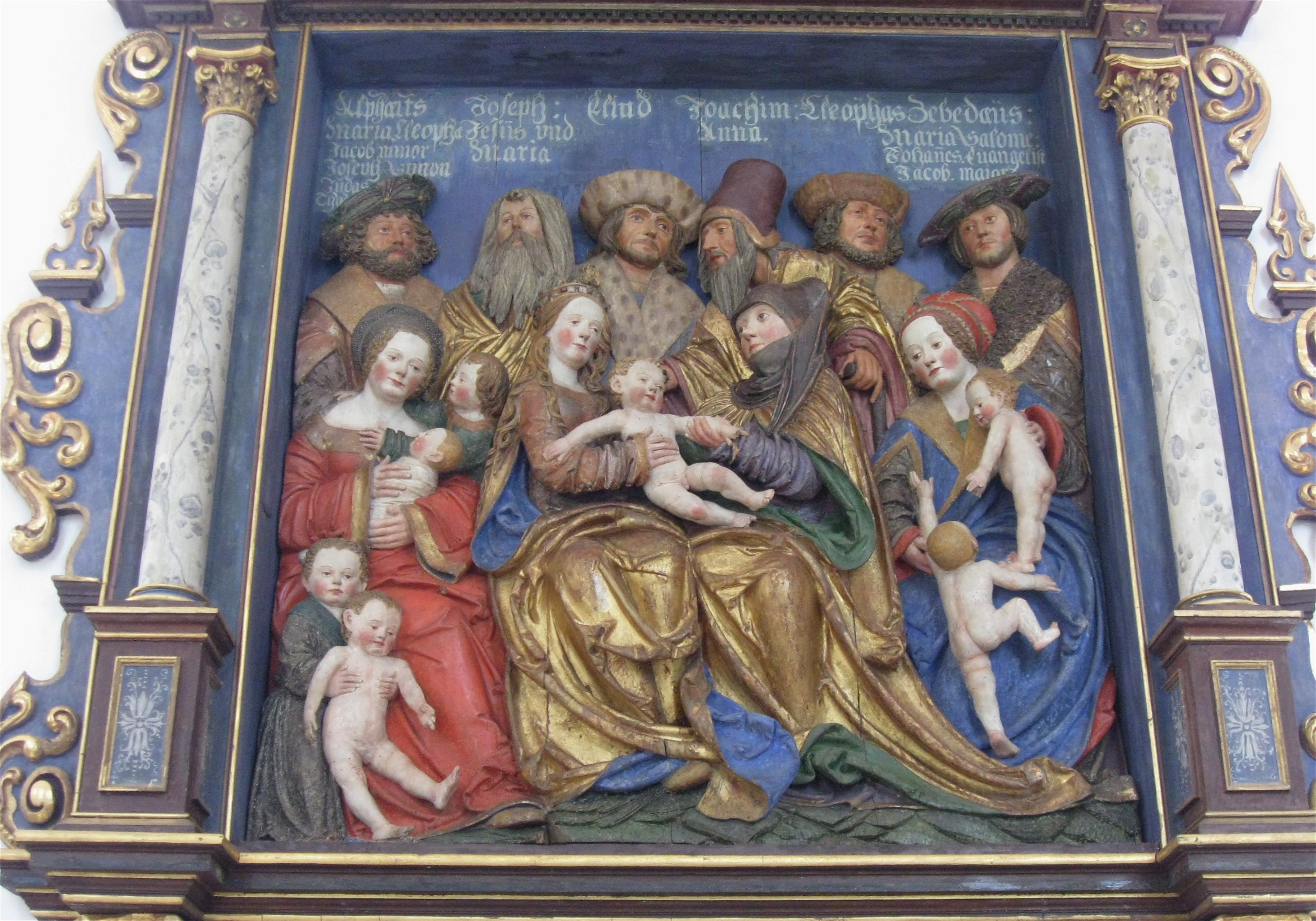
Mindelheimer Sippe in der Liebfrauenkapelle, Mindelheim

Als Meister der Mindelheimer Sippe wird ein spätmittelalterlicher Bildschnitzer bezeichnet. 
Er hat ein spätgotisches Holzrelief der Heiligen Familie geschaffen, die sogenannte Mindelheimer Sippe. Das bunt und reich bemalte Werk zeigt Jesus umgeben von seinen Eltern und Vorfahren und ist um 1510 entstanden. 1640 wurde es aus Memmingen von den Mindelheimern aufgekauft. Es befindet sich heute in der Liebfrauenkapelle westlich der Altstadt von Mindelheim. 
Dem Meister der Mindelheimer Sippe werden noch einige wenige andere Werke zugeordnet, darunter eine Heiligengruppe im Germanischen Nationalmuseum. Sein für seine Zeit charakteristischer schwäbischer Parallelfaltenstil zeichnet sich durch groß zusammengefasste Formen aus. Die Arbeit des Meisters und sein Blick für Details und Naturalismus deutet bereits auf einen Übergang der Kunst der Spätgotik in die der Renaissance hin.